# Engelse Franciscanessen van Brussel, Nieuwpoort en Brugge

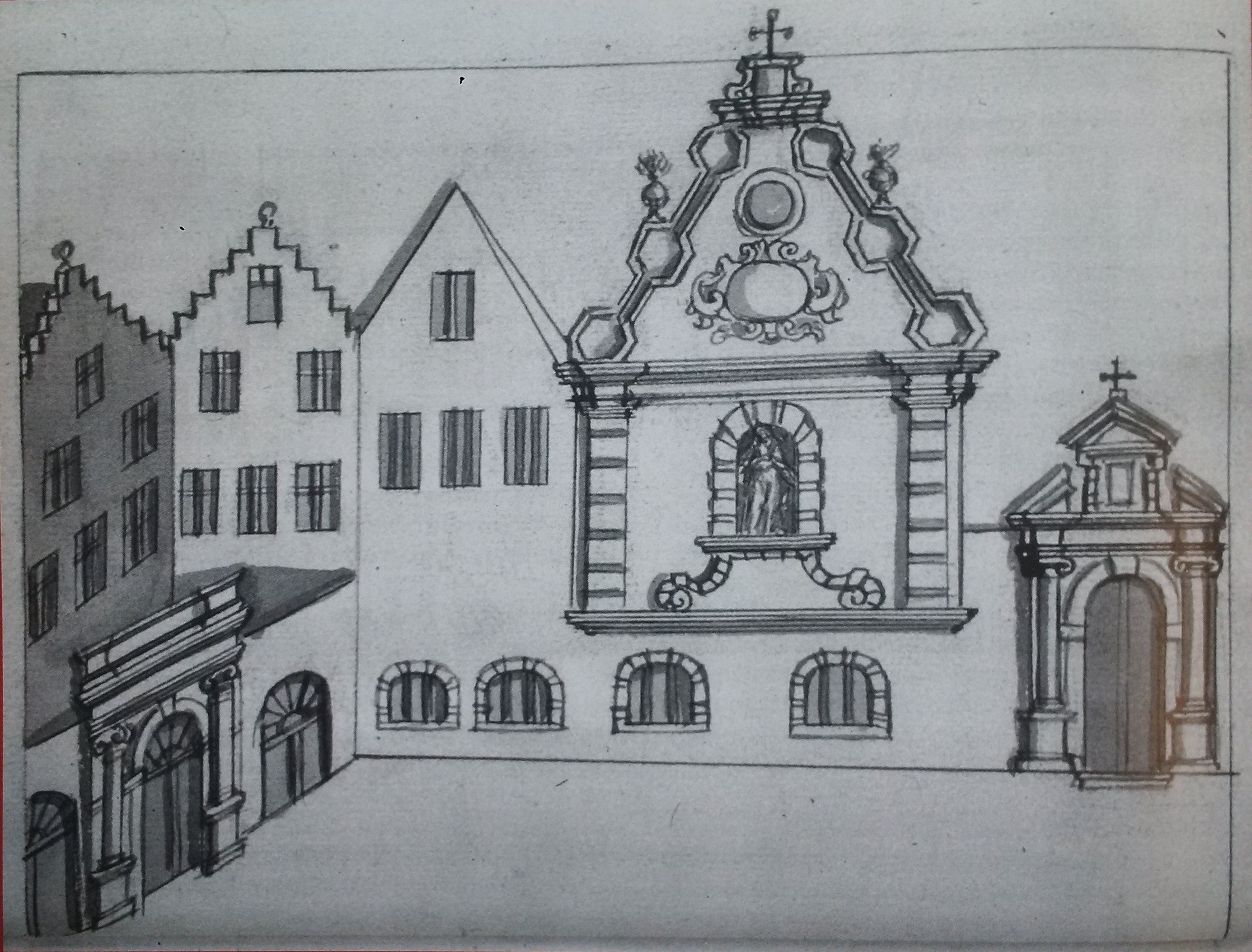
Klooster van de Engelse Zusters in Brugge en woonst van Marc Arrazola de Oñate.

Een klooster van Engelse Franciscanessen bestond achtereenvolgens in Brussel (1621), Nieuwpoort (1637) en Brugge (1663). In de Franse tijd stak de gemeenschap het Kanaal weer over.

## Brussel (1621-1637)
De initiatiefnemers waren twee Engelse weduwen die de riskante tocht naar het vasteland ondernamen om er een klooster te stichten. Lucy Davis-Sleford (ca. 1566–1638) en Petronilla Brown-Kemp (ca. 1573–1628) wisten dat een terugkeer zo goed als uitgesloten was. Ze begonnen in 1619 hun probatie in een Vlaams klooster van zusters franciscanessen van de derde orde te Brussel. Petronilla Kemp ging het volgende jaar naar Engeland om zusters te werven. Ze vond Catherine Greenbury en zes andere vrouwen. Met deze kern werd op 9 augustus 1621 een eigen Engels klooster gestart, toegewijd aan Sint-Elizabeth. Het bevond zich op de hoek van de Bucborrestraat en de Zilverstraat.
De eerste moeder overste werd Margaretha de Castro uit Gent, wat geen gelukkige keuze bleek omdat ze geen Engels sprak. Na protest van de zusters stuurden de Franciscanen in 1622 twee Engelse clarissen uit Gravelines om de leiding over te nemen, de zussen Margaret (ca. 1585-1654) en Elizabeth Radcliffe (ca. 1587-1645). In 1626 was de gemeenschap, die al 34 vrouwen telde, voldoende matuur om een eigen overste te verkiezen, Catherine Greenbury. Ze liet het klooster in 1628 verbouwen om de groei te accommoderen en vertaalde een vita van de huisheilige, het Cort Verhael des Levens, Deughden, ende Mirakelen, vande H. Elisabeth (1625), geschreven door Franciscus Paludanus. In 1635 maakte een pestepidemie zes doden in het klooster, waaronder de biechtvader. Niettemin was de gemeenschap nog altijd krap behuisd. Om die reden en vanwege de levensduurte in Brussel, werd besloten te verhuizen naar het goedkopere Nieuwpoort. Het Brusselse huis werd in 1637 overgelaten aan de brigittinnen.

## Nieuwpoort (1637-1662)
Moeder Greenbury overzag nog de installatie te Nieuwpoort en trad dan in 1640 af. Ze stierf twee jaar later. Vanuit hun klooster legden de zusters zendingen naar Engeland in om te rekruteren en om meisjes uit gegoede katholieke families op te leiden. Het ongezonde klimaat en de ligging in oorlogsgebied brachten het klooster evenwel op de rand van de afgrond. Nadat soldaten in 1658 de kloosterhoeve vernielden, beslisten de armlastige zusters om zich op te splitsen. De zieken keerden terug naar hun Engelse families, een deel trok naar Parijs om een dochterhuis te stichten, en de rest verhuisde in 1662 naar Brugge.

## Brugge (1662-1794)
De Franciscanessen namen hun intrek in een deel van het Prinsenhof, dat ze verbouwden dankzij de steun van Marc Arrazola de Oñate. Twee jaar later was de verbouwing voltooid en werd de kloosterkapel ingewijd onder het patronaat van Onze-Lieve-Vrouw van Zeven Weeën. Om in hun levensonderhoud te voorzien begonnen de zusters een meisjesschool met pensionaat, waar de lessen in het Engels verliepen. Toch werden de schulden pas aangezuiverd onder de leiding van moeder Margaret Clare Roper (1700-1719). Dankzij de school en de bescherming van bisschop Brenart doorstond de gemeenschap de kloosteropheffingen van keizer Jozef II, maar bij de Franse machtsovername zagen ze zich genoodzaakt in allerijl uit Brugge te vertrekken (mei 1794).

## Engeland (1794-1950)
Via Delft trokken de zusters naar Winchester. Een meer geschikte locatie werd in 1808 gevonden in Taunton. Ze kochten een voormalig hospitaal en verbouwden het tot een klooster annex school. De Franciscanessen bleven er tot 1950. In dat jaar werden klooster en school overgelaten aan de Zusters van Sint-Jozef.

## Voetnoten
1. ↑  Onder druk van de aartsbisschop vormden ze zich na drie jaar om tot conceptionisten. In die hoedanigheid raakten ze bekend als de 'blauwe nonnen'.